# ハジロモリガモ
ハジロモリガモ（Cairina scutulata） は、カモ目カモ科バリケン属に分類される鳥類。

## 分布
インド北東部、インドネシア（スマトラ島）、カンボジア、タイ、ベトナム、ミャンマー、ラオス

### 絶滅した分布域
インドネシア（ジャワ島）、マレーシア

## 形態
全長78センチメートル。翼長オス36-40センチメートル、メス30.5-35.5センチメートル。頭部から頸部の羽衣は白く、後頭から頸部にかけて黒い斑点が入る。胴体の羽衣は光沢がある緑黒色や暗褐色で、体下面の羽衣は褐色。小雨覆の色彩は白い。次列風切の光沢（翼鏡）は灰青色。三列風切の色彩は白く、羽毛の外縁（羽縁）が黒い。
虹彩は黄色や橙色。嘴峰長6.2センチメートル。嘴の色彩は黄色で、黒や褐色の斑紋が入る。後肢の色彩は黄色。
オスは胸部の羽衣が白い。メスは胸部上部までの羽衣が白い。

## 生態
河川、池沼、水田などに生息する。夜行性で、昼間は森林内の河川や大木の樹上で休む。単独もしくは数羽からなる小規模な群れを形成して生活する。
繁殖形態は卵生。樹洞に巣を作り、飼育下では6-13個（平均10個）の卵を産んだ例がある。抱卵期間は33-35日。

## 人間との関係
開発や干拓による生息地の破壊、農薬による汚染、乱獲などにより生息数は減少している。